# Håkan Espmark
Jöns Sven Håkan Espmark, född den 12 maj 1951 i Strömsund, är en svensk militär.
Espmark var som överste av första graden chef för Norra arméfördelningen 1998–2000 och som brigadgeneral chef för Första mekaniserade divisionen i Enköping 2000–2004.